# Llengües italo-dàlmates
Les llengües italo-dàlmates constitueixen una de les dues branques en què els autors de Ethnologue classifiquen les llengües romàniques occidentals. Tret del Istriot, la posició del qual és discutida, sembla que la resta de llengües italo-dàlmates constitueixen clarament un grup filogenètic dins de la família romanç, anomenat italosicilià.

## Classificació
Ethnologue considera que les llengües italo-dàlmates poden agrupar-se en vuit llengües o grups dialectals amplis:
- Dalmàticoromanç:[1]
  - Dàlmata (Croàcia)
  - Istriot (Croàcia)
- Llengües italoromàniques
  - Judeo-italià (Itàlia)
  - Italià (Itàlia)
  - Romanesc (Itàlia)
  - Napolità (Itàlia)
  - Sicilià (Itàlia)
  - Cors (França)